# Herz-Jesu-Kirche (Ełk)
Die Herz-Jesu-Kirche (polnisch Kościół Najświętszego Serca Jezusowego „Kirche Heiligstes Herz Jesu“) in Ełk (deutsch Lyck) stammt aus den beginnenden 1920er Jahren und war bis 1945 die evangelische Pfarrkirche der ostpreußischen Kreisstadt. Dann wurde sie von der katholischen Kirche in Besitz genommen und in „Herz-Jesu-Kirche“ umgewidmet. Heute ist sie die zweitälteste der elf katholischen Kirchen der Stadt im östlichen Masuren in der polnischen Woiwodschaft Ermland-Masuren.

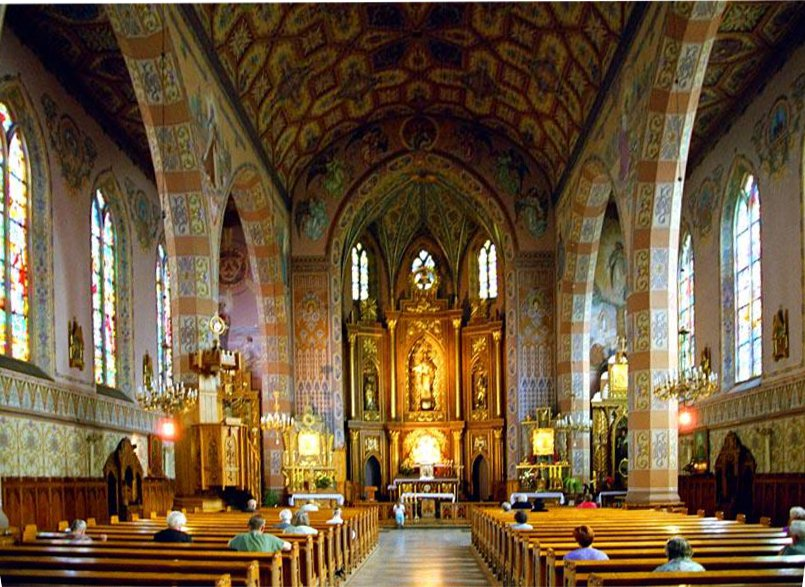
Das Kircheninnere

## Geographische Lage
Die Kreisstadt Ełk liegt im südlichen Osten der Woiwodschaft Ermland-Masuren und ist über die Landesstraßen DK 16 und DK 65 zu erreichen. Die Stadt ist außerdem Bahnstation an den Bahnstrecken Giżycko–Białystok sowie Bahnstrecke Olsztyn–Ełk.
Die Herz-Jesu-Kirche steht im westlichen Stadtzentrum an der ul. Armii Krajowej an der Ecke zur Einmündung in die ul. Wojska Polskiego.

## Kirchengebäude
Die erste Kirche überhaupt in Lyck wurde um 1550 auf Veranlassung des evangelischen Bischofs von Pomesanien Paul Speratus gebaut. Sie brannte 1651, ihr Nachfolgebau bei der Eroberung durch die Tataren 1656 ab. Ein neues Kirchengebäude folgte erst 1688, das aber 1837 derartig baufällig war, dass es abgetragen werden musste.
In den Jahren 1847 bis 1850 entstand dann eine neogotische Backsteinkirche, noch von der Schinkel-Schule geprägt. Sie jedoch fiel der Zerstörung durch russisches Militär im Ersten Weltkrieg zum Opfer. Unter Verwertung von Resten dieser Kirche wurde von 1920 bis 1925 ein neuer (der fünfte) Bau errichtet – mit deutlichen Anklängen an die Ordensarchitektur.
Der dreischiffige Innenraum war von Emporen umgeben. Die Decke in der Mitte war gewölbt, an den Seiten flach. In der Altarnische befand sich damals ein massives Sterngewölbe. Der schlichte Kanzelaltar wurde an den Seiten von zwei Engelsfiguren bekrönt. Im Jahr 1925 fertigte die Hannoversche Werkstatt Furtwängler & Hammer die Orgel an.
Das Gebäude kam recht gut durch den Zweiten Weltkrieg und wurde im Jahr 1956 gründlich renoviert. 1945 war nach der Inbesitznahme durch die katholische Kirche das zuvor evangelisch geprägte Innere erheblich verändert worden.

## Kirchengemeinde

### Evangelisch

#### Kirchengeschichte
Das Kirchspiel Lyck wurde bereits in vorreformatorischer Zeit gegründet. Die Reformation hielt hier schon früh Einzug, so dass in den 1530er Jahren an der Kirche bereits zwei lutherische Geistliche amtierten.
Die Gegend um Lyck war mehrheitlich evangelisch. Erst seit etwa 1800 gab es hier einige Katholiken, zunächst wohl nur Angehörige der Garnison, später auch Ermländer, die sich hier ansiedelten.
In der Anfangszeit wurde in der Kirche nur polnisch gepredigt. Erst ab 1584 fand auf Betreiben von Bischof Johannes Wigand die Predigt in deutscher Sprache statt. Nach 1815 wurde erst in Deutsch, danach in masurischer Sprache gepredigt.
Die Pfarrkirche in Lyck war Zentrum des Kirchenkreises Lyck, zu dem sie auch selber bis zu dessen Auflösung im Jahre 1945 gehörte. Er war in die Kirchenprovinz Ostpreußen der Evangelischen Kirche der Altpreußischen Union eingegliedert. Im Jahr 1925 zählte die Kirchengemeinde Lyck mit ihrem weitflächigen Kirchspiel insgesamt 17.000 Gemeindeglieder. Sie wurde zuletzt von drei Geistlichen betreut. Einbezogen war die Seelsorge im Krankenhaus, Altersheim und Mädchenwaisenhaus und Gefängnis, außerdem die Betreuung der Garnison.
Aufgrund von Flucht und Vertreibung der einheimischen Bevölkerung verlor die Kirche nach 1945 den deutschen Anteil ihrer evangelischen Gemeinde. Schließlich nahm das katholische Bistum die Kirche für die in großer Zahl in Ełk angesiedelten polnischen Katholiken in Besitz und beanspruchte das Eigentum.
Die enteigneten polnischen evangelischen Kirchenglieder versammeln sich seitdem in der Baptistenkirche (polnisch Kościół Chrześcijan Baptystów) am einstigen Steinweg. Die kleine Gemeinde in Ełk gehört zur Pfarrei Pisz (Johannisburg) in der Diözese Masuren der Evangelisch-Augsburgischen Kirche in Polen.

#### Kirchspielorte
Neben dem Pfarrort Lyck gehörten bis 1945 zum Kirchspiel die Orte:
| Name                           | Änderungsname 1938 bis 1945 | Polnischer Name |  | Name         | Änderungsname 1938 bis 1945  | Polnischer Name |
| ------------------------------ | --------------------------- | --------------- |  | ------------ | ---------------------------- | --------------- |
| *Barannen                      | Keipern                     | Barany          |  | *Monczen     | Montzen                      | Mącze           |
| *Bartossen                     | Bartendorf                  | Bartosze        |  | Mylucken     | Milucken                     | Miluki          |
| Birkenwalde (Forsthaus)        |                             | Pisanica        |  | *Neuendorf   |                              | Nowa Wieś Ełcka |
| *Chelchen                      | Kelchendorf                 | Chełchy         |  | Przykopken   | (ab 1926) Birkenwalde (Dorf) | Przykopka       |
| Chroscziellen                  | (ab 1933:) Kreuzfeld        | Chruściele      |  | Regelnitzen  | Regelnhof                    | Regielnica      |
| *Chrzanowen                    | Kalkofen                    | Chrzanowo       |  | Reglerspitze |                              |                 |
| Dallnitz                       |                             |                 |  | Renkussen    |                              | Rękusy          |
| Elisenthal                     |                             | Konieczki       |  | Rothof       |                              |                 |
| *Gollubien A                   | Gollen                      | Golubie         |  | Sareyken     | Sareiken                     | Szarejki        |
| *Groß Mrosen 1929–1938 Mrossen | Schönhorst                  | Mrozy Wielkie   |  | Sarken       |                              | Szarek          |
| Judzicken                      | Gutenborn                   | Judziki         |  | *Schedlisken | Sonnau                       | Siedliska       |
| Klein Mrosen                   |                             | Mrozy Małe      |  | *Seliggen    |                              | Szeligi         |
| Kleine Mühle Lyck              | Klein Mühle                 | Młynek          |  | Sentken      |                              | Sędki           |
| Kozycken                       | (ab 1935) Selmenthöhe       | Koziki          |  | *Sordachen   |                              | Sordachy        |
| Kuszmen                        | Kuschmen                    | Suszcze         |  | Suszczen     | Siedelberg                   | Suszcze         |
| *Leegen                        |                             | Lega            |  | *Sybba       | Walden                       | Szyba           |
| Malleczewen                    | Maletten                    | Maleczewo       |  | Szczudlen    | (ab 1936) Georgsfelde        | Szczudly        |
| Mathildenhof                   |                             | Buniaki         |  | *Thalussen   | Talussen                     | Talusy          |
| *Moldzien                      | Mulden                      | Mołdzie         |  | Wittinnen    |                              | Wityny          |
| Monken                         |                             | Mąki            |  | Zielassen    | Zielhausen                   | Zelasy          |

#### Pfarrer
An der evangelischen Pfarrkirche Lyck amtierten bis 1945 als Pfarrer:
- Melchior Kranch, bis 1536
- Sebastian Schubert, bis 1536
- Nicolaus Papa, ab 1536
- Andreas Ostrowski, 1545–1548
- Johann Dunitius, 1549–1566
- Laurentius Besserer, 1560–1565
- Johannes Maletius, bis 1567
- Hieronymus Maletius, 1565–1583
- Albrecht Schnopert, 1566–1568
- Stanislaus Welamowsky, 1568–1575
- Matthias Burecko, 1575–1588
- Georg Freytag, 1584–1607
- Johann Boretius, 1589–1602
- Nicolaus Boretius, 1602–1625
- Christoph Chiorecius, 1607–1624
- Christian Petri, 1624–1637
- Johann Boretius, 1625–1650
- Johann Oye, 1638–1657
- Georg Boretius, 1650–1657
- Georg Carönicke, 1657–1665
- Georg Schwindowius, 1657–1705
- Johann Albert Thilo, 1665–1683
- Matthäus Breuer, 1684–1697
- Joachim Columbus, 1697–1710
- Jacob Jack, 1705–1710
- Raphael Skerle, 1710–1717
- Paul Ploen, 1711–1753
- Johann Victor Gregorowius, 1717–1732
- Jacob Cibulowius, 1731–1740
- Theodor Salomon, 1741–1742
- Michael Pisanski, 1742–1759
- Michael Hermann Rostock, 1753–1761
- Christian Swonckowski, 1759–1771
- Friedrich Ludwig Hoffmann, 1761–1762
- Thimotheus Gisewius d. Ä., 1762–1786
- Karl Heinrich Breitenberg, 1771–1801
- Thimotheus Gisewius d. J., 1787–1817
- Friedrich Thimotheus Krieger, 1820–1837
- Michael Gottfried Gryczewski, 1821–1825
- Johann Christoph Gayk, 1825–1837
- Heinrich Skrodzki, 1837–1849
- Samuel Jablonowski, 1845–1866[7]
- Jacob Preuß, 1850–1872
- Gustav Adolf Hubert, 1866–1868
- Adolf August Wolfram, 1868–1873
- Karl Traugott Remus, 1868–1876
- Reinhold Hermann von Gyzicki, 1872–1889
- Friedrich Wilhelm Off, 1873–1875
- Julius Nieszytka, 1875–1876
- Friedrich Otto Reiß, 1876–1877
- Ludwig Carl Siemienowski, 1877–1899[7]
- Eduard Adolf Paul, 1889–1891
- Ernst Theodor Teschner, 1890–1898
- Theodor Heinrich Adolf Schulz, 1899–1910
- Wilhelm Leo Richard Bury, 1898–1921
- Julius Gustav Solty, 1895–1914
- Georg Paul Brehm, 1911–1935
- Bruno Albert Rathke, 1916–1935
- Wilhelm Leo Richard Bury, 1926–1931
- Gottfried Sallet, 1932–1936
- Bruno Muscheites, 1935–1945
- Ernst Sczepan, 1937–1938
- Rudolf Abramowski, 1939–1945
- Konrad Ludwig Alexander Bojack, 1940–1941
- Kurt Maier, 1942–1945

### Katholisch
In der Region Lyck lebten nur sehr wenig Katholiken. So zählte man im Jahre 1845 im gesamten Kirchspiel rund 100 katholische Kirchenglieder. Doch in den folgenden Jahren stieg ihre Zahl, und es wurde ein eigenes Kirchengebäude erforderlich. So errichtete man 1893 bis 1895 die neogotische St.-Adalbert-Kirche (polnisch Kościół św. Wojciecha, heute Kathedrale) innerhalb des Bistums Ermland.
Nach 1945 siedelten sich mit den polnischen Bürgern immer mehr katholische Kirchenglieder in Lyck und Umgebung an. Sie übernahmen das bisher evangelische Gotteshaus als zusätzliche Pfarrkirche.
Heute gibt es im Stadtgebiet von Ełk elf römisch-katholische Kirchen. Seit 1992 ist die Stadt Bischofssitz für das neu errichtete Bistum Ełk mit seinen 21 Dekanaten und 151 Pfarrgemeinden. Die Pfarrgemeinde der Herz-Jesu-Kirche gehört zum Dekanat Ełk-Matki Bożej Fatimskiej in der Römisch-katholischen Kirche in Polen.